# Kim Sin Yong
Kim Shin-yong (en hangeul : 김신용) est un écrivain sud-coréen. 

## Biographie
Kim Shin-yong est né le 1er avril 1945 à Busan, en Corée du Sud. Il a été confronté dans son enfance à la pauvreté, à la séparation et à la mort. Son père décède alors qu'il n'a que 14 ans, sa belle-mère, son grand-frère et sa sœur l'abandonnent. Avec ses trois demi-sœurs, il se retrouve à vivre dans la rue. Dans son récit Les Abandonnés (Beoryeojin saramdeul, 1988), il décrit sa vie précaire avec les nombreux petits boulots qu'il a dû faire, livreur à vélo, ou encore travailler sur les chantiers. Il raconte aussi avoir vendu son sang pour de l'argent ou qu'il a volé pour pouvoir survivre. À l'âge de 16 ans, il est emprisonné pour vol. Plutôt que de voir cette expérience comme une épreuve difficile, il affirme que la prison lui a permis d'être nourri et habillé décemment, et de pouvoir lire dans la tranquillité.

## Œuvres
Ses poèmes évoquent le quotidien des gens qui vivent au bas de l'échelle sociale. Pourtant, ils ne contiennent pas de messages contre la société de consommation ou le capitalisme comme on pourrait l'imaginer au vu de son passé. Il adopte plutôt un regard de compassion, d'empathie, envers les personnes en difficulté dans la société. Plutôt que de protester ou se révolter, il partage ses expériences pour apporter du réconfort, un message d'espoir aux personnes défavorisées.

### Poésies
- 버려진 사람들 Les abandonnés (1988)
- 개같은 날들의 기록 Des jours de chien (1990)  (ISBN 8933810099)
- 몽유 속을 걷다 Flâner dans des rêves (1998)
- 도장골 시편 Poésie Dojanggol (2007)  (ISBN 9788960210295)

### Romans
- 고백 1·2 Déclaration 1+2 (1994)
- 기계 앵무새 La machine perroquet  (1997)  (ISBN 89-338-0092-1)
- 달은 어디에 있나 1·2 Où est la lune 1+2 (2003)

## Distinctions
- 2005 : Prix de poésie Cheon Sang-byeong
- 2006 : Prix littéraire Nojak
- 2006 : Prix de poésie Sowol